# Ожогино (Тюменская область)
Ожогино — село в Ишимском районе Тюменской области России. Входит в состав Мизоновского сельского поселения.

## История
До 1917 года входило в состав Локтинской волости Ишимского уезда Тюменской губернии. По данным на 1926 год состояло из 118 хозяйств. В административном отношении являлось центром Ожогинского сельсовета Жиляковского района Ишимского округа Уральской области.

## Население
| 2010 |
| ---- |
| 127  |

По данным переписи 1926 года в селе проживало 608 человек (290 мужчин и 318 женщин), в том числе: русские составляли 100 % населения.
Согласно результатам переписи 2002 года, в национальной структуре населения русские составляли 79 % из 227 чел.